# Utta Danella – Prager Geheimnis
Utta Danella – Prager Geheimnis ist ein deutsches Liebesdrama von Marco Serafini aus dem Jahr 2012. Es beruht auf Motiven des Romans Das Familienfest von Utta Danella und ist die 23. Folge der Filmreihe. Die Hauptrollen sind mit Peter Weck, Gerlinde Locker und Anna Bertheau besetzt.

## Handlung
An ihrem 30. Geburtstag erhält die Tschechin Anica wie jedes Jahr von ihrem Vater eine Karte. Sie hat ihn nie persönlich kennengelernt und weiß, dass er in Bayern bei seiner Familie lebt. Ihre Mutter hatte ihn zu seiner Familie zurückgeschickt, wollte sie doch seine Ehe nicht zerstören und wusste, dass sie selbst nicht zur Ehefrau geschaffen ist. Anica jedoch ist enttäuscht und wütend, dass ihr Vater sie nie aufgesucht hat. Sie entschließt sich spontan, zu ihm zu fahren, und wird in ihrem Vorhaben von ihrem Freund Jan unterstützt. Bewusst ignoriert sie dabei die Abmachung zwischen ihrem Vater und ihrer Mutter, nie persönlich Kontakt zueinander aufzunehmen.
Anica und Jan fahren nach Bayern und halten an einer großen Villa, um nach dem Weg zu fragen. Es stellt sich heraus, dass das große Anwesen ihrem Vater Claudius gehört. Dessen Enkelin Sophie lädt Anica und Jan spontan in die Villa ein, nachdem Jan ihr einen verloren gegangenen Luftballon aus einem Baum geholt hat. Der Herzluftballon gehört zu 49 weiteren, die Sophie gerade an Claudius und seine Ehefrau Christine überreicht hat: Beide feiern mit zahlreichen Gästen gerade ihre Goldene Hochzeit. Zwar will Anica sofort umdrehen, doch ist es bereits zu spät. Sophie drängt sie, sich vorzustellen, und Claudius erkennt in Anica sofort seine Tochter. Christine wiederum wird bei Anicas Nachnamen „Sycora“ misstrauisch, stammte doch ein Granatschmuck, den Juwelier Claudius ihr einst aus Prag mitbrachte, aus der Goldschmiedewerkstatt Sykora. Anica meint, dass ihre Mutter den Schmuck gefertigt habe, und geht überstürzt. Claudius gesteht Christine, dass Anica seine Tochter ist. Christine bricht die Feier ab und distanziert sich von Claudius. Auch Claudius’ Tochter Maren ist geschockt, zerbrach ihre Ehe doch einst, als ihr Mann sie für eine andere verließ. Enkelin Sophie wiederum macht Claudius klar, dass er nach Prag reisen müsse. Vielleicht braucht Anica ihn und sie selbst wisse, welch eine wichtige Rolle ein Vater im Leben eines Kindes einnehme.
Claudius und Sophie fahren nach Prag und Christine hält sie nicht zurück. In Prag trifft Sophie wieder auf Jan und beide verlieben sich ineinander, auch wenn Sophie weiß, dass Jan und Anica ein Paar sind. Es kommt zu einer vorsichtigen Annäherung zwischen Claudius und Anica, die jedoch bald in Vorwürfen endet. Anica will zu viel zu schnell, während Claudius sich von ihrem Tempo überrannt fühlt. Anica reagiert enttäuscht. Claudius und Anicas Mutter Editha wiederum begrüßen sich wie lang vermisste Freunde. Wie damals gehen sie am Ufer der Moldau spazieren, tanzen gemeinsam und kehren erst nach Mitternacht in Edithas Wohnung zurück. Editha hat Claudius klargemacht, dass sie das Leben, wie sie es gerade führt, liebt und nie nach einem Mann für den Rest des Lebens gesucht hat. Claudius entschließt sich, mit Sophie schon am nächsten Tag zurück nach Bayern zu fahren. Zuvor gibt er Anica noch einen väterlichen Rat: Aufgrund einer Goldallergie konnte Editha nicht mehr als Goldschmiedin arbeiten, sodass sich Anica verpflichtet fühlte, in ihre Fußstapfen zu treten. Spaß macht ihr die Arbeit nicht, auch wenn Jan als Goldschmied mit bei Sykora arbeitet. Claudius sagt ihr nun, dass man nur das gut mache, was man auch gern macht. Sie solle keine Scheu haben, ihren eigenen Weg zu gehen.
Claudius und Sophie kehren zu Christine zurück. Die hat unterdessen Gärtner Thilo Wagner wiedergetroffen, dessen Geschäft sie einst regelmäßig besuchte, dann jedoch auf eine andere Gärtnerei auswich, die näher lag. Menschlich hat sie sich mit Thilo immer sehr gut verstanden und hätte einst fast eine Affäre mit ihm begonnen. In der entscheidenden Nacht, in der er auf sie wartete, erschien sie jedoch nicht. Nun bringt er ihr Blumen und lädt sie schließlich nachts in seine Gärtnerei ein. In dieser Nacht soll die Königin der Nacht blühen. Christine nimmt die Einladung an, auch wenn Claudius und Sophie extra für sie gekocht haben. Der eifersüchtige Claudius fährt ihr nach und sieht Christine und Thilo wenig später bei Kerzenlicht zusammensitzen. Beide sprechen jedoch nur über Christines Problem, über Vertrauen, Treue und Verzeihen. Christine erkennt im Gespräch, dass Claudius ihr die Wahrheit verschwiegen hat, weil er nicht darauf vertrauen konnte, dass sie ihm verzeiht. Am nächsten Morgen kehrt sie in die Villa zurück und will Claudius verzeihen, als der deutlich macht, dass er ihr am Vorabend gefolgt ist. Enttäuscht geht sie, weil er ihr nicht vertraut hat.
Jan erscheint in der Villa. Er hat sich von Anica getrennt und will von Sophie wissen, ob sie es so ehrlich mit ihm meint, wie er mit ihr. Claudius will von einer Verbindung der beiden nichts hören, da seine Enkelin nicht am Ende der Beziehung seiner Tochter schuld sein soll. Anica wiederum spricht sich mit ihrer Mutter aus und erkennt, dass sie wie Editha ein Mensch ist, der Freiraum braucht und für eine feste Beziehung nicht geschaffen ist. Sie hätte Jan sowieso eines Tages verlassen. Da Jan im Gegensatz zu ihr gerne Goldschmiedearbeiten fertigt, wird er bei Sykora bleiben, während Anica nach dem suchen wird, was sie wirklich gerne macht. Anica ruft bei Claudius an und hat Christine am Apparat. Sie entschuldigt sich für all die Unannehmlichkeiten, für die sie gesorgt hat. Christine jedoch verzeiht ihr und meint, dass sie jederzeit anrufen dürfe und auch in ihrer Villa jederzeit willkommen sei. Jan wiederum erfährt telefonisch von Anica, dass sie ihm und Sophie alles Gute wünscht. Christine hat nun erkannt, dass Claudius sie immer noch liebt und seinen Seitensprung damals bereut hat. Sie verzeiht ihm. Vor 30 Jahren hätte sie ihn wegen des Seitensprungs verlassen, dafür aber auf 30 wunderbare Jahre an seiner Seite verzichten müssen.

## Produktion
Utta Danella – Prager Geheimnis beruht auf Motiven des Romans Das Familienfest von Utta Danella. Der Film wurde vom 14. September bis 14. Oktober 2010 in Prag sowie München und Umgebung gedreht. Szenen in der Gärtnerei Thilo Wagners entstanden dabei in der Alten Gärtnerei in Taufkirchen. Die Kostüme schuf Silke C. Schmidt, das Szenenbild stammt von Gabi Pohl. Die Fernsehpremiere von Utta Danella – Prager Geheimnis erfolgte am 26. Oktober 2012 auf dem Ersten.

## Kritik
Der film-dienst nannte Utta Danella – Prager Geheimnis ein „seichtes (Fernseh-)Familiendrama um den Verlust von Vertrauen und Geborgenheit sowie das Ringen um verlorene Harmonie.“
TV Spielfilm befand, dass „das seichte Herzschmerz-Krisenfilmchen quer durch die Generationen leise vor sich hin [plätschert], dem unvermeidlichen Happy End entgegen. Nein, das verrät nicht zu viel, man döst beim Sehen ja eh weck, äh weg. Fazit: Unterstützt das Nickerchen im Fernsehsessel.“